# Antonio Jakoliš
Antonio Jakoliš (Varaždin, 28. veljače 1992.) hrvatski je nogometaš koji igra na poziciji desnog krila. Trenutačno igra za Šibenik.

## Vanjske poveznice
- Profil, hnl-statistika.com
- Profil, Hrvatski nogometni savez